# Nomada crucis
Nomada crucis är en biart som beskrevs av Cockerell 1903. Nomada crucis ingår i släktet gökbin, och familjen långtungebin. Inga underarter finns listade i Catalogue of Life.